# هنري فرانكلين كيلبيرن
هنري فرانكلين كيلبيرن (بالإنجليزية: Henry Franklin Kilburn)‏ هو مهندس معماري أمريكي، ولد في 20 فبراير 1844 في Ashfield, Massachusetts ‏ في الولايات المتحدة، وتوفي في 26 سبتمبر 1905 في نيويورك في الولايات المتحدة.

## معرض صور

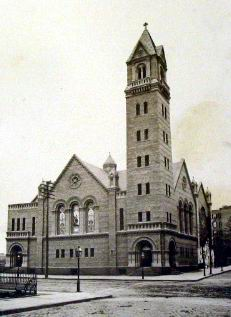
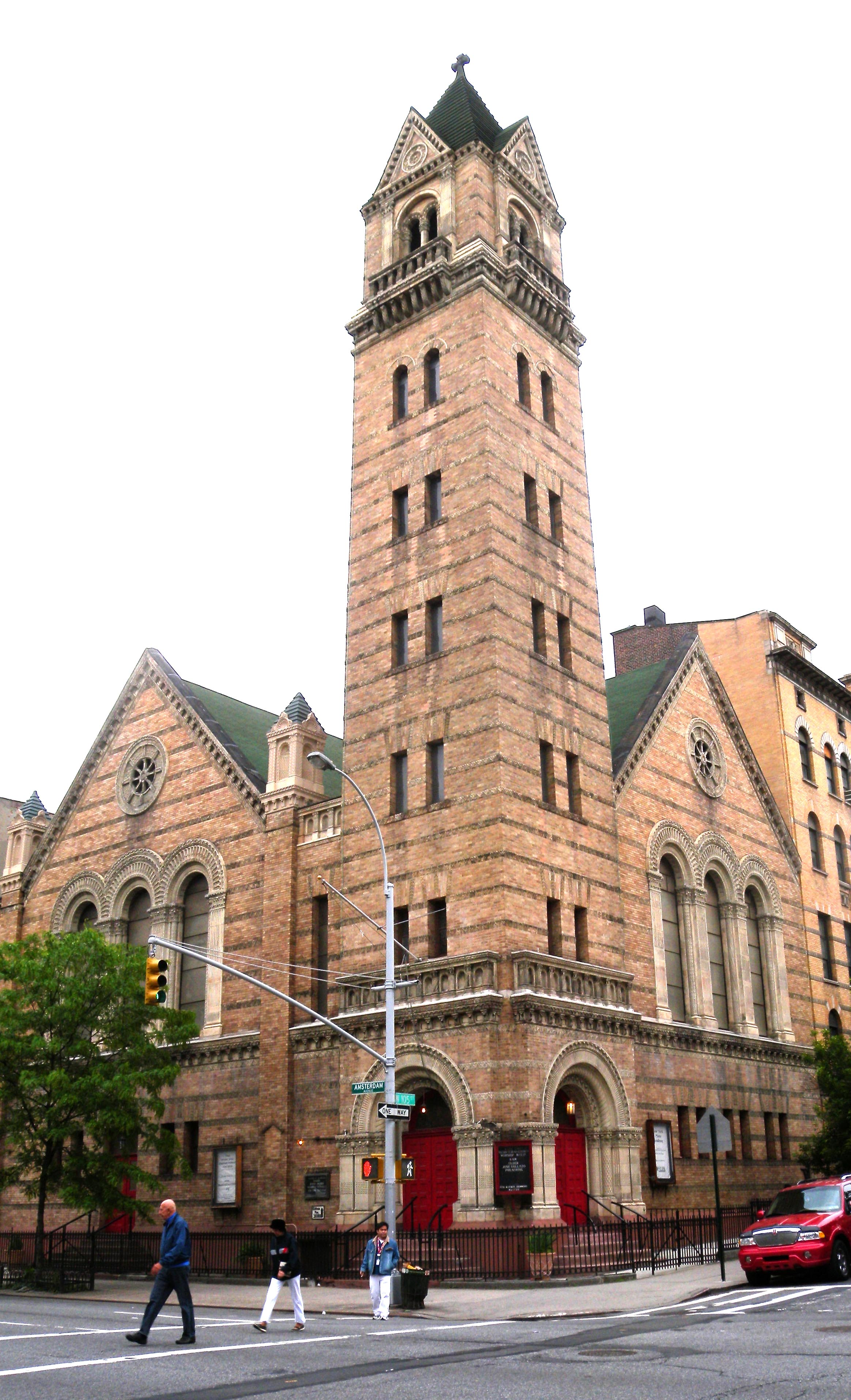
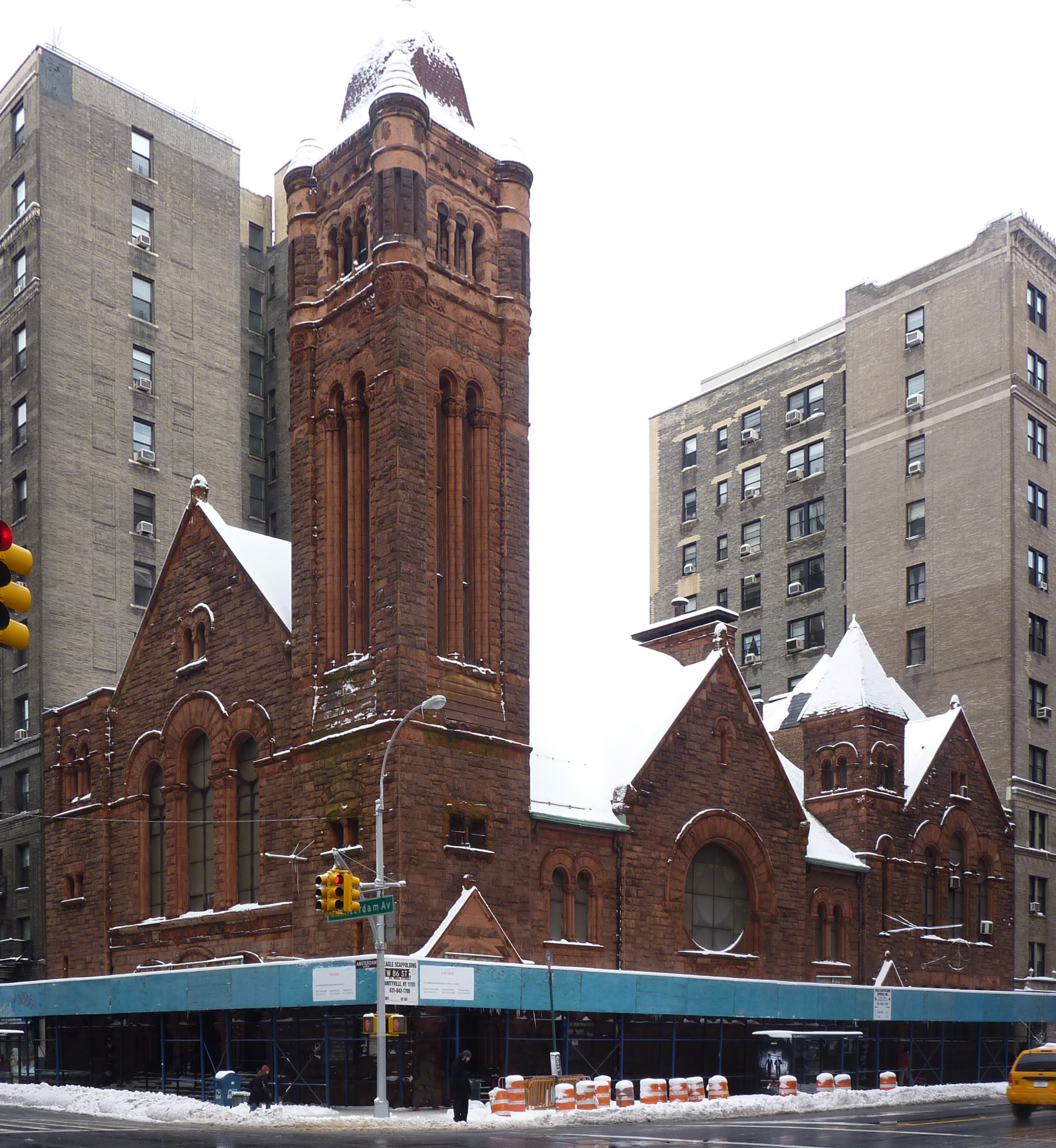
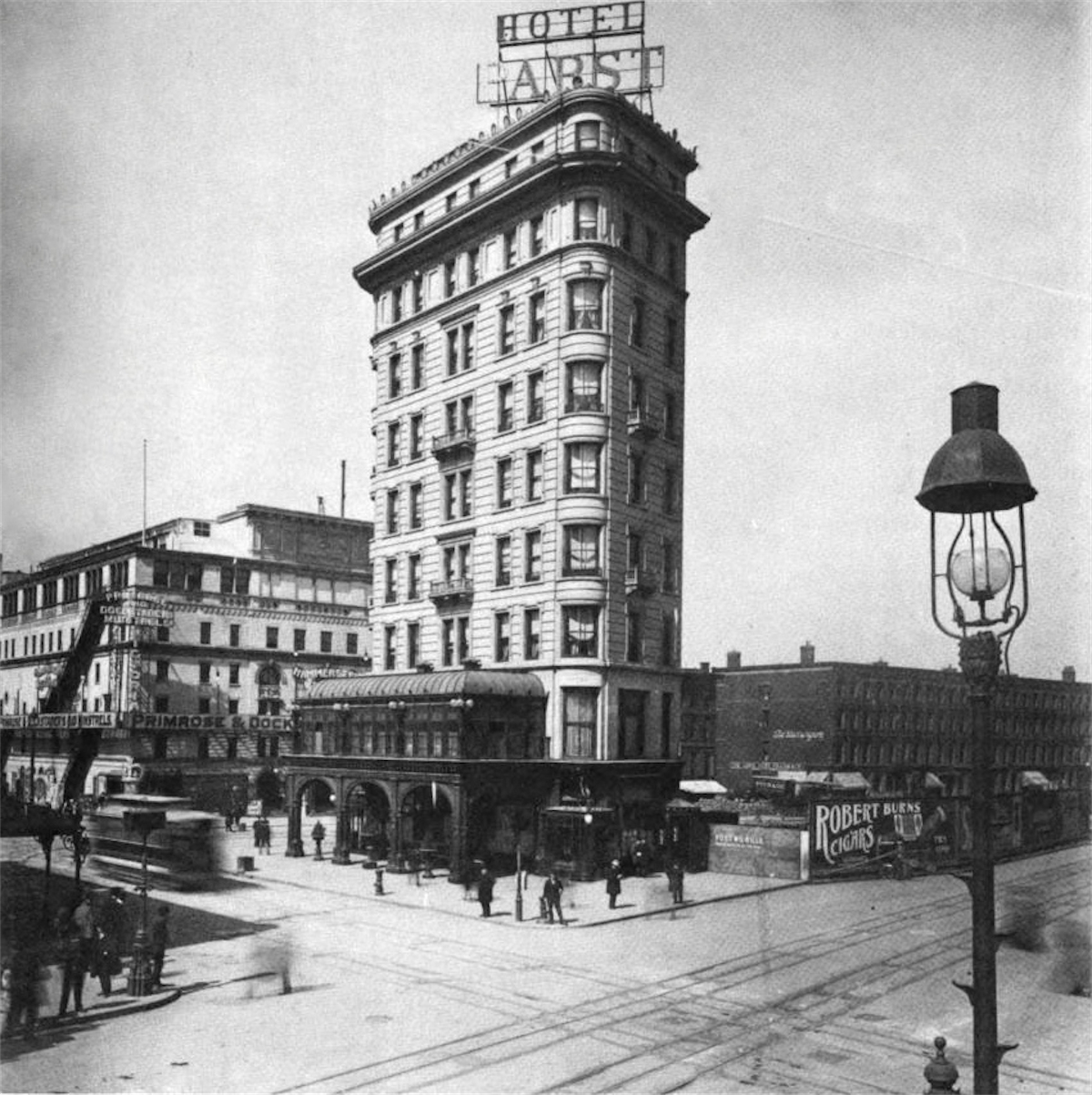
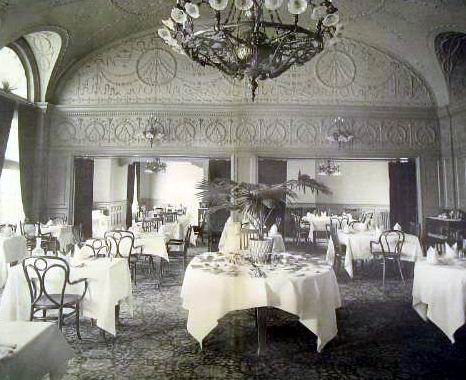